# Episodi di Rita (prima stagione)
La prima stagione della serie televisiva Rita è stata trasmessa in Danimarca dal 16 febbraio al 29 marzo 2012 sul canale TV 2.
In  Italia, la stagione è stata interamente pubblicata insieme alla seconda e alla terza sul servizio video on demand Netflix il 15 dicembre 2016.
| nº | Titolo originale | Titolo italiano | Prima TV Danimarca | Pubblicazione Italia |
| -- | ---------------- | --------------- | ------------------ | -------------------- |
| 1  | Idealisten       | L'idealista     | 9 febbraio 2012    | 15 dicembre 2016     |
| 2  | Læreren          | L'insegnante    | 16 febbraio 2012   | 15 dicembre 2016     |
| 3  | Anarkisten       | L'anarchico     | 23 febbraio 2012   | 15 dicembre 2016     |
| 4  | Hun-ulven        | La prostituta   | 1 marzo 2012       | 15 dicembre 2016     |
| 5  | Byskytteren      | Il protettore   | 8 marzo 2012       | 15 dicembre 2016     |
| 6  | Hykleren         | L'ipocrita      | 15 marzo 2012      | 15 dicembre 2016     |
| 7  | Prinsessen       | La principessa  | 22 marzo 2012      | 15 dicembre 2016     |
| 8  | Moderen          | La madre        | 29 marzo 2012      | 15 dicembre 2016     |

## L'idealista
- Titolo originale: Idealisten
- Diretto da: Lars Kaalund
- Scritto da: Christian Torpe
- Altri interpreti: Lykke Sand (Bitten), Carsten Norgaard (Tom), Lotte Andersen (Jette), Lea Høyer (Rosa), Michael Fabricius Sand (Lars), Rikke Louise Andersson (Hanne), Elena Arndt-Jensen (Trine), Ferdinand Glad Bach (David), Benjamin Molsing (Kasper), Christopher Green (Sofus)

## L'insegnante
- Titolo originale: Læreren
- Diretto da: Lars Kaalund
- Scritto da: Christian Torpe
- Altri interpreti: Lykke Sand (Bitten), Lisbet Lundquist (Lillebeth), Kasper Leisner (Esben), Simon Krogh Stenspil (Karsten), Lise Koefoed (Nanna), Jonas Leth Hansen (Viktor)

## L'anarchico
- Titolo originale: Anarkisten
- Diretto da: Lars Kaalund
- Scritto da: Christian Torpe
- Altri interpreti: Lykke Sand (Bitten), Carsten Norgaard (Tom), Peter Gantzler (Niels Madsen), Leif Sylvester (Torben), Michael Fabricius Sand (Lars), Janus Nabil Bakrawi (insegnante di Jeppe)

## La prostituta
- Titolo originale: Hun-ulven
- Diretto da: Jannik Johansen
- Scritto da: Christian Torpe
- Altri interpreti: Lykke Sand (Bitten), Carsten Norgaard (Tom), Lotte Andersen (Jette), Lea Høyer (Rosa), Michael Fabricius Sand (Lars), Ferdinand Glad Bach (David), Jeppe Bryld (Nikolaj Bach Christensen), Filippa Suenson (Nina), Nadezhda Klimenko Hertoft (Frederikke)

## Il protettore
- Titolo originale: Byskytteren
- Diretto da: Jannik Johansen
- Scritto da: Christian Torpe
- Altri interpreti: Lykke Sand (Bitten), Carsten Norgaard (Tom), Lotte Andersen (Jette), Leif Sylvester (Torben), Lea Høyer (Rosa), Lisbet Lundquist (Lillebeth), Michael Fabricius Sand (Lars), Rasmus Lind Rubin (Rene), Simon Krogh Stenspil (Carsten), Jeppe Bryld (Nikolaj Bach Christensen)

## L'ipocrita
- Titolo originale: Hykleren
- Diretto da: Jannik Johansen
- Scritto da: Christian Torpe
- Altri interpreti: Lykke Sand (Bitten), Carsten Norgaard (Tom), Lisbet Lundquist (Lillebeth), Lea Høyer (Rosa), Michael Fabricius Sand (Lars), Nina Nienstædt (Andrea), Petrine Agger (madre di Andrea), Ferdinand Glad Bach (David), Jeppe Bryld (Nikolaj Bach Christensen), Elena Arndt-Jensen (Trine)

## La principessa
- Titolo originale: Prinsessen
- Diretto da: Lars Kaalund
- Scritto da: Christian Torpe
- Altri interpreti: Lykke Sand (Bitten), Carsten Norgaard (Tom), Lotte Andersen (Jette), Emma Emilia Rasmussen (la principessa), Annika Holm Remmer (la regina), Oliver Rubin Bjerrum (il principe), Jeppe Bryld (Nikolaj Bach Christensen), Leif Sylvester (Torben)

## La madre
- Titolo originale: Moderen
- Diretto da: Lars Kaalund
- Scritto da: Christian Torpe
- Altri interpreti: Lykke Sand (Bitten), Carsten Norgaard (Tom), Lotte Andersen (Jette), Lea Høyer (Rosa), Elena Arndt-Jensen (Trine),  Ferdinand Glad Bach (David)